# Kanton Thorigny-sur-Marne
Kanton Thorigny-sur-Marne is een voormalig kanton van het Franse departement Seine-et-Marne. Het kanton maakte deel uit van het arrondissement Torcy.
 Het werd opgeheven bij decreet van 18 februari 2014 met uitwerking op 22 maart 2015.

## Gemeenten
Het kanton Thorigny-sur-Marne omvatte de volgende gemeenten:
- Bailly-Romainvilliers
- Carnetin
- Chalifert
- Chanteloup-en-Brie
- Chessy
- Conches-sur-Gondoire
- Coupvray
- Dampmart
- Guermantes
- Jablines
- Jossigny
- Lesches
- Magny-le-Hongre
- Montévrain
- Serris
- Thorigny-sur-Marne (hoofdplaats)